# Karl Valentins Hochzeit
Karl Valentins Hochzeit ist eine kurze, deutsche Stummfilmgroteske aus dem Jahre 1912, in der der Münchner Volkskomiker Karl Valentin erstmals vor der Kamera stand.

## Handlung
Der Junggeselle Valentin liest eine Tageszeitung, stößt dabei ständig mit den Ellbogen gegen den Tisch und wirft dabei mehrere Gegenstände auf den Boden. Ein Inserat erweckt sein Interesse, in der eine heiratswillige Frau nach einem geeigneten Ehemann sucht. Valentin reißt das Inserat aus der Zeitung und sucht besagte Frau Walzenberger auf, die einen enormen Umfang aufweist. Kaum hat Valentin ihr Wohnzimmer betreten, stürzt sich die erotisch ausgehungerte Dame auf ihn und erdrückt den fragilen Valentin beinah. Dann aber hebt sie ihn mit einer Hand wieder hoch und packt ihn auf das Sofa. Die Heiratskandidatin ist derart dominant und macht wenig Federlesens darum, dass sie in Valentin ihren Zukünftigen sieht. 
Widerstand ist zwecklos, und so unterschreibt Valentin kurzerhand sein Einverständnis zur anstehenden Ehe. Nach der Zeremonie im Standesamt wird die Vermählung auf einem Fest ausgiebig gefeiert. Bei dem Hochzeitstanz plumpst die behäbige Neugattin mit Valentin hin und fällt auf ihren dürren Gatten. Der gesamte Valentin verschwindet unter dem Fleischberg der Angetrauten. Dann entfleucht auch noch das Hochzeitsgeschenk, ein kleiner Vogel, und alle rennen hinterher. Auch Valentin samt Braut. Erneut kommen beide zu Fall, und die Braut zerquetscht ihn nunmehr endgültig. "Jesus, jetzt hab i meinen Mann zerquetscht", heißt es im Zwischentitel. Dann wird Valentins lebloser Körper in eine Schubkarre gelegt.

## Produktionsnotizen
Der Film, später auch kurz unter Valentins Hochzeit geführt, wurde im Jahre 1912 erstmals präsentiert und markierte den Beginn von Valentins Filmkarriere, die aber erst im frühen Tonfilm an Schwung gewinnen sollte. Die heute überlieferte Kopie des Einakters – Anfangs- und Schlusstitel fehlen – ist lediglich 183 Meter lang, das entspricht einer ungefähren Spieldauer von zehn Minuten. 
Die „Braut“ wird von einem sehr korpulenten Mann (Georg Rückert) gespielt, wie im vorliegenden Bildmaterial unschwer zu erkennen ist. Die Komik entsteht unter anderem auch durch den Kontrast zwischen dem spindeldürren Valentin und Rückert, der etwa das dreifache Gewicht seines Spielpartners aufzuweisen scheint.

## Einschätzung
Jan-Christopher Horak schrieb:
„Bereits Valentins erster Film, KARL VALENTINS HOCHZEIT (1912), läßt einen Hang zum Sadistischen erkennen. (…) Der Streifen ist typisch für viele Filme dieser frühen Zeit: Gedreht in einem Außenatelier und auf der Straße, besteht er fast ausschließlich aus langen Einstellungen, die in der Halbtotale aufgenommen sind. (…) Die Komik in diesem Film beruht auf zwei Elementen, die auf die Impotenz des Mannes hindeuten: Valentins körperliche Unbeholfenheit und der Gegensatz zwischen der extrem übergewichtigen Braut und dem ausgemergelten Bräutigam. Valentin stößt ständig gegen irgendwelche Gegenstände oder wirft etwas um. Die Braut ist groß genug, um sich ihren Freier auf den Schoß zu setzen, und stark genug, um ihn durch die Gegend zu werfen. Nachdem er sein Junggesellendasein aufgegeben hat, erscheint Valentin als Ehemann wie eine Marionettenpuppe, mit der die Ehefrau umspringen kann ganz wie sie will. Sein physisches Hinscheiden am Ende des Films wird zum Symbol seiner geschlagenen Männlichkeit. Dieser Schluß kündigt auch eine Männerhysterie an, die für sein späteres Werk charakteristisch werden soll: Alle Ängste Valentins gegenüber dem weiblichen Geschlecht konzentrieren sich in der überwältigenden Körperfülle der Braut. Die Verehelichung wird als ein buchstäblich zerdrückendes Ereignis vorgeführt, das den Mann in ein Kind ohne eigenen Willen verwandelt. Als Slapstick verkleidet, präsentiert Valentin eine extrem düstere und misogyne Sicht der Ehe.“